# Pecatonica, Illinois
Pecatonica là một làng thuộc quận Winnebago, tiểu bang Illinois, Hoa Kỳ. Năm 2010, dân số của làng này là 2195 người.

## Dân số
Dân số qua các năm:
- Năm 2000: 1997 người.
- Năm 2010: 2195 người.